# Acetazolamid
Az acetazolamid, amelyet többek között Diamox márkanéven árulnak, zöldhályog, epilepszia, magassági betegség, időszakos bénulás, idiopátiás intracranialis hypertonia (tisztázatlan okú megnövekedett agyi nyomás), a vizelet lúgosodása és szívelégtelenség kezelésére használt gyógyszer. Hosszú távon alkalmazható nyitott zugú glaukóma és rövid távon akut zárt zugú glaukóma kezelésére, a műtétig. Szájon át vagy vénába adott injekcióban kell bevenni. Az acetazolamid ún. első generációs karboanhidráz-gátlóként csökkenti a csarnokvíz mennyiségét és nyomását a szemben.

## Mellékhatásai
Gyakori mellékhatásai a zsibbadás, a fülzúgás, az étvágytalanság, a hányás és az álmosság. Jelentős vese-, májproblémákkal küzdőknek, vagy szulfonamidokra allergiásoknak nem ajánlott. Az acetazolamid a vizelethajtó gyógyszerek (diuretikumok) és a karboanhidráz inhibitorok családjába tartozik. Úgy működik, hogy csökkenti a hidrogénionok és a hidrogén-karbonátok képződését a szén-dioxidból és a vízből.

## Története
Az acetazolamid 1952-ben került az orvosi használatba. Az Egészségügyi Világszervezet alapvető gyógyszerek listáján szerepel. Az acetazolamid generikus gyógyszerként kapható.

## Orvosi felhasználása
A glaukóma, a gyógyszer okozta ödéma, a szívelégtelenség által kiváltott ödéma, az epilepszia kezelésére és a műtét utáni szemnyomás csökkentésére alkalmazzák. Magassági betegség, régebben Ménière-kór, megnövekedett koponyaűri nyomás és neuromuszkuláris rendellenességek kezelésére is.
Főként a menstruációval összefüggő epilepszia esetén alkalmazzák, és a refrakter epilepszia egyéb kezeléseinek kiegészítéseként. Bár számos internetes webhely arról számol be, hogy alkalmazható Marfan-szindrómás egyének duralis ectasia kezelésére, az állítást alátámasztó egyetlen bizonyíték egy 14 beteg bevonásával végzett vizsgálatból származik, amelyet nem ellenőriztek vagy nem publikáltak. A Marfan-szindrómához kapcsolódó intrakraniális hipotenzió számos publikált esete óvatosságot igényel az acetazolamid alkalmazásakor ezeknél a betegeknél, hacsak nincs erre egyértelmű indikáció, mivel tovább csökkentheti a koponyaűri nyomást. Egy 2012-es áttekintés és metaanalízis megállapította, hogy „korlátozott alátámasztó bizonyíték” áll rendelkezésre, de az acetazolamid „megfontolható” a központi az (obstruktív) alvási apnoe kezelésében.
A metotrexát által kiváltott vesekárosodás megelőzésére is alkalmazták a vizelet lúgosításával, felgyorsítva a metotrexát kiválasztását a vizeletben való oldhatóságának növelésével. Vannak bizonyítékok, amelyek alátámasztják a hemiplegikus migrén megelőzésére való alkalmazását.
Kisebb klinikai vizsgálatok is ígéretes eredményeket mutattak a normál nyomású vízfejűség hydrocephalus (NPH) kezelésében olyanoknál, akiknél a shunt műtét ellenjavallt, az acetazolamid hatékony alternatíva lehet.

### Nyitott zugú glaukóma
Az acetazolamidot nyitott zugú glaukóma kezelésére használják. A karboanhidráz-inhibitor képes csökkenteni a szemfolyadék mennyiségét és a folyadék ozmolalitását a szemcsarnokban csökkenti a szem intraokuláris nyomását. A gyógyszert szájon át szedhető tabletta formájában rendelik.

### Magassági betegség
Az acetazolamidot akut hegyibetegség kezelésére is használják, amely arra kényszeríti a veséket, hogy a bikarbonátot, a szénsav konjugált bázisát ürítsék, amitől a vér savasabbá válik. Mivel a szervezet annak savasságát a szén-dioxid -koncentrációjával érzékeli, a vér mesterséges savanyítása azzal téveszti meg a szervezetet, hogy túl sok CO 2 van benne, és ez a félreértés arra készteti a szervezetet, hogy az észlelt felesleges CO 2 -t mélyebb és gyorsabb légzéssel ürítse ki, ami viszont növeli az oxigén mennyiségét a vérben. Az acetazolamid nem azonnali gyógymód az akut hegyi betegségre; inkább felgyorsítja (vagy utazás előtti bevételkor korai beindulásra kényszeríti a szervezetet) az akklimatizációs folyamat egy részét, ami viszont segít a tünetek enyhítésében. Az acetazolamid továbbra is hatásos, ha szedését hegyi betegség korai szakaszában kezdik el. Megelőzésként egy nappal a magasságra való utazás előtt kezdik, és az első 2 napon a magasságban folytatják.

### Terhesség és szoptatás
Az acetazolamid B3 terhességi kategória Ausztráliában, ami azt jelenti, hogy a patkányokon, egereken és nyulakon végzett vizsgálatok, amelyekben az acetazolamidot intravénásan vagy orálisan adták be, megnövelték a magzati fejlődési rendellenességek kockázatát, beleértve a végtaghibákat is. Ennek ellenére az embereken végzett vizsgálatokból nem áll rendelkezésre elegendő bizonyíték ezek alátámasztására vagy elutasítására.
Korlátozott mennyiségű adat áll rendelkezésre az acetazolamidot szedő szoptató anyák hatásairól. A terápiás dózisok alacsony szintet hoznak létre az anyatejben, és várhatóan nem okoznak problémát a csecsemőknél.

## Mellékhatások
Az acetazolamid gyakori mellékhatásai aparesztézia, fáradtság, álmosság, depresszió, csökkent libidó, keserű vagy fémes íz érzete, hányinger, hányás, hasi görcsök, hasmenés, fekete széklet, poliuria, vesekő, metabolikus acidózis és elektrolit-változások (hipokalémia hyponatraemia). Míg a kevésbé gyakori mellékhatások közé tartozik a Stevens-Johnson-szindróma, az anafilaxia és a vér diszkrazia.

### Ellenjavallatok[9]
- Hiperklórémiás acidózis
- Hipokalémia (alacsony káliumszint a vérben)
- Hyponatrémia (alacsony vér nátriumszint)
- Mellékvese-elégtelenség
- Károsodott veseműködés
- Az acetazolamiddal vagy más szulfonamidokkal szembeni túlérzékenység.
- Jelentős májbetegség vagy májfunkció károsodás, beleértve a májzsugort a hepatikus encephalopathia kialakulásának kockázata miatt. Az acetazolamid csökkenti az ammónia clearance-ét.

### Kölcsönhatásai[9]
- Csökkenti az amfetaminok kiürülését, mert növeli a vese tubuláris vizelet pH-értékét.
- Egyéb karboanhidráz-inhibitorok – a karboanhidrázra gyakorolt additív gátló hatású, ezáltal fennáll a toxicitás lehetősége.
- Növelheti a ciklosporin plazmaszintjét.
- Antifolátokkal, például trimetoprim, metotrexát, pemetrexed és raltitrexed.
- A hipoglikémiás szerek esetén egyaránt növelheti vagy csökkentheti a vércukorszintet.
- lítium fokozza a kiválasztást, ezáltal csökkenti a terápiás hatást.
- Methenamin vegyületek, csökkenti a meténaminok vizelettel történő kiválasztását.
- Csökkenti a fenitoin kiválasztását, ezáltal növeli a toxicitás lehetőségét.
- A Primidon plazmaszintjét csökkenti. Így csökkenti annak görcsoldó hatását.
- Csökkenti a kinidin vizelettel történő kiválasztását, ezáltal növeli toxicitása lehetőségét.
- Szalicilátok esetén, nő azok súlyos toxicitásának lehetősége.
- Nátrium-hidrogén-karbonáttal nő a vesekőképződés lehetősége.
- Az antikoagulánsok, a szívglikozidok hatását fokozhatja.

## Hatásmechanizmusa

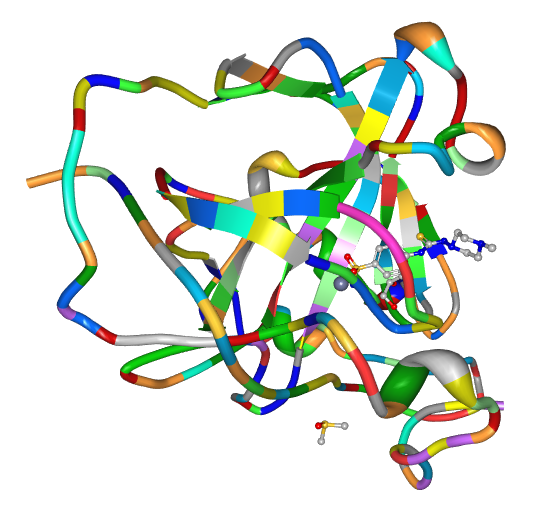
Szén-anhidráz (szalagdiagram) komplex szulfonamid-gátlóval (labda-botos diagram

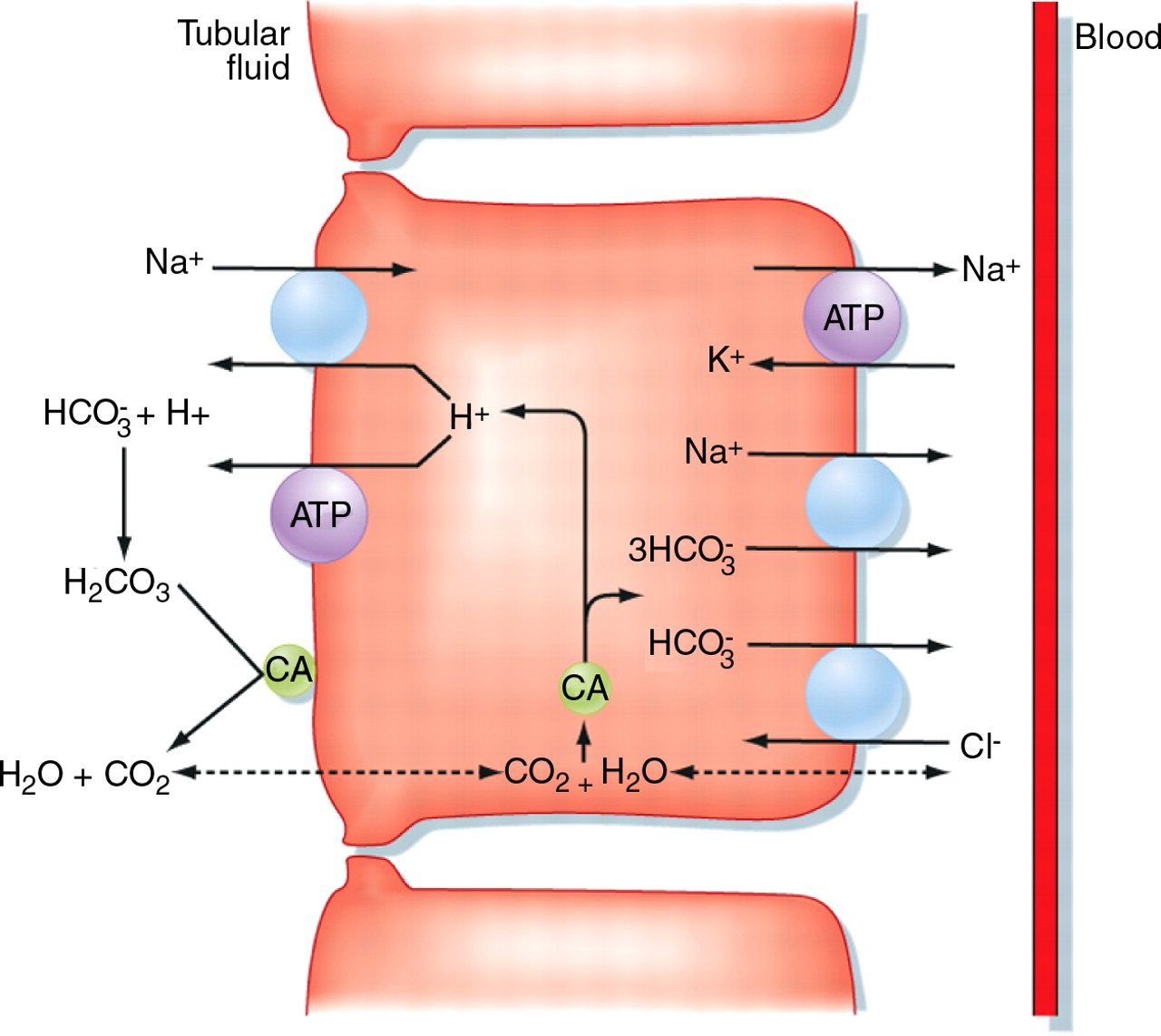
Proximális csavart tubulus. A vizeletüreg a bal oldalon látható

Az acetazolamid egy karboanhidráz-gátló, ezért a szénsav felhalmozódását okozza. A szén-anhidráz a vörösvértestekben és sok más szövetben található enzim, amely a következő reakciókat katalizálja:
H 2 CO 3 ⇌ H 2 O + CO 2
ezáltal csökkenti a vér pH-értékét a következő reakcióval, amelyen a szénsav megy keresztül:
H 2 CO 3 ⇌ HCO 3 − + H +
amelynek pKa értéke 6,3.
A diurézis mechanizmusa magában foglalja a vese proximális tubulusát. Itt található a szénsav-anhidráz enzim, amely lehetővé teszi a bikarbonát, nátrium és klorid visszaszívását. Ennek az enzimnek a gátlásával ezek az ionok a felesleges vízzel együtt kiválasztódnak, csökkentve a vérnyomást, a koponyaűri nyomást és az intraokuláris nyomást. A karboanhidráz-gátlók általános mellékhatása az e funkció miatti káliumvesztés. A bikarbonát kiválasztásával a vér savassá válik, ami kompenzációs hiperventillációt okoz mély légzéssel (Kussmaul-légzés), növeli az oxigénszintet, és csökkenti a szén-dioxid szintjét a vérben.
A szemben a csarnokvíz csökkenését eredményezi.
A hidrogén-bikarbonát (HCO 3 − ) pKa - értéke 10,3 karbonáttal (CO 3 2− ), ami messze távolabb van a fiziológiás pH-értéktől (7,35-7,45), így valószínűbb, hogy protont fogad be, mint adományoz, de sokkal kevésbé valószínű, hogy bármelyiket is megteszi, így a bikarbonát lesz a fő ágens a fiziológiás pH-n.
Normál körülmények között a vese proximális tekercses tubulusában a szénsav-anhidráz hatására intracellulárisan termelődő szénsav (H 2 CO 3 ) nagy része gyorsan disszociál a sejtben bikarbonáttá (HCO 3 − ) és H + ionná (a proton ), mint korábban említettük. A bikarbonát (HCO 3 − ) a sejt bazális részében nátrium (Na + ) szimporton és klorid (Cl − ) antiporton keresztül távozik, és újra belép a keringésbe, ahol protont fogadhat be, így a vér pH-jának csökkenésével jár. gyenge, alappuffer. A szénsav intracelluláris termeléséből visszamaradt H + (H 2 CO 3 ) Na + antiporton keresztül távozik a sejt apikális (vizelet lumen) részéből, megsavanyítva a vizeletet. Ott kapcsolódhat egy másik bikarbonáttal (HCO 3 − ), amely a vizeletüreg lumenében lévő H + -jából csak a proximális tekercses vesesejtekből/glomerulusból való kilépés után szénsavvá (H 2 CO 3 ) kapcsolódhat le, mert a bikarbonát (HCO 3 ) − ) maga nem tud átdiffundálni a sejtmembránon poláris állapotában. Ez pótolja a szénsavat (H 2 CO 3 ), így az újra felszívódik a sejtbe önmagában vagy CO 2 és H 2 O formájában (amelyet egy luminális karboanhidráz segítségével állítanak elő). Az egész folyamat eredményeként a vizelet lumenében nagyobb a H + nettó egyensúlya, mint a bikarbonáté (HCO 3 − ), így ez a tér savasabb, mint a fiziológiás pH. Így nagyobb a valószínűsége annak, hogy a lumenben visszamaradt bikarbonát (HCO 3 − ) szénsavként, CO 2 -ként vagy H 2 Oként visszadiffundál a sejtbe.
Röviden, normál körülmények között a karboanhidráz nettó hatása a vizelet lumenében és a proximális, csavarodott tubulus sejtjeiben az, hogy savasítja a vizeletet, és bikarbonátot (HCO 3 − ) szállít a szervezetbe. Egy másik hatás a Cl − kiválasztódása, mivel ez szükséges a lumenben az elektroneutralitás fenntartásához, valamint a Na + szervezetbe történő visszaszívódásához.
Így, ha ezt a folyamatot acetazolamiddal megzavarjuk, a vizelet Na + és bikarbonát (HCO 3 − ), valamint a vizelet H + és Cl − mennyisége csökken. Ezzel szemben a szérum Na + és bikarbonát (HCO 3 − ) csökken, a szérum H + és Cl - pedig nő. A H 2 O általában a nátriumot követi, és így érhető el a klinikai vizelethajtó hatás, amely csökkenti a vér térfogatát és ezáltal a szív előterhelését, javítja a kontraktilitást és csökkenti a vérnyomást, vagy más kívánt klinikai hatást ér el a csökkent vértérfogattal, mint pl. ödéma vagy koponyaűri nyomás.

## Története
Ennek a vegyületnek (2-acetil-amino-1,3,4-tiadiazol-5-szulfonamidként) és szintézisének korai leírása a 2554816 amerikai egyesült államokbeli szabadalomban található.

## Fordítás
Ez a szócikk részben vagy egészben  az   Acetazolamide című angol Wikipédia-szócikk ezen változatának fordításán alapul.  Az eredeti cikk szerkesztőit annak laptörténete sorolja fel. Ez a jelzés csupán a megfogalmazás eredetét és a szerzői jogokat jelzi, nem szolgál a cikkben szereplő információk forrásmegjelöléseként.